# 郝思悌
郝思悌 （Kalevi Jaakko Holsti；1935年—），加拿大政治学家。

## 略歷
郝思悌與其兄生於日内瓦。其父魯道夫為芬兰驻国际联盟大使。二战爆发后，郝思悌一家无法返回芬兰，故往美国定居。魯道夫在美国斯坦福大学担任客座教授。在其父去世后，因为其母Liisa 1943 年以来一直因肺结核住院，故兄弟倆与魯道夫在斯坦福大学同事的家人同住。 
1952年，郝思悌进入斯坦福大学，於1961年取得博士学位。 后来，他移民到加拿大。1970年，於不列颠哥伦比亚大学任教。 1978年至1982年间，郝思悌是《加拿大政治学期刊》的联合主编。  1983年，郝思悌獲選為加拿大皇家學會成員。  1984年至1985 年间，郝思悌担任加拿大政治学协会主席。1986年至1987年，郝思悌領導国际研究协会。 1997年到1999年間，郝思悌持有哥倫比亞大學的Killam榮譽教席。

## 作品列表

### 專書
- 《國際政治分析架構》(International Politics: A Framework for Analysis, Prentice-Hall, 1967,中譯本ISBN 9575301854).
- The Dividing Discipline: Hegemony and Diversity in International Theory, (Allen & Unwin, 1985).
- Change in the International System: Essays on the Theory and Practice of International Relations, (E. Elgar, 1991).
- Peace and War: Armed Conflicts and International Order, 1648-1989, (Cambridge University Press, 1991).
- The State, War, and the State of War, (Cambridge University Press, 1996).
- Taming the Sovereigns: Institutional Change in International Politics, (Cambridge University Press, 2004).

### 共著
- Why Nations Realign: Foreign Policy Restructuring in the Postwar World, with Miguel Monterichard, et al., (Allen & Unwin, 1982).